# Lynn Gilbert

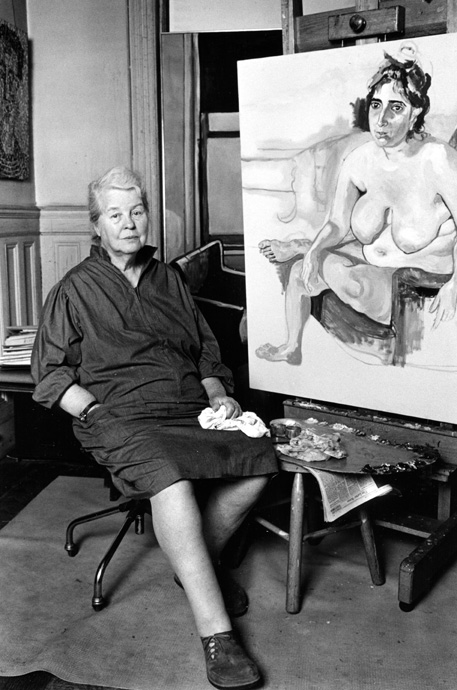
Alice Neel i sin ateljé 1976, fotograferad av Lynn Gilbert.

Lynn Gilbert, född 7 januari 1938, är en amerikansk fotograf och författare. Lynn Gilbert växte upp i New York. Hon utbildade sig på Sarah Lawrence College i Bronxville i delstaten New York, där hon tog en kandidatexamen i konsthistoria, samt på Fashion Institute of Technology i New York. Lynn Gilbert är mest känd för kvinnoporträtt från 1960- till 1980-talen samt för dokumentärfotografier från turkiska hem och interiörer.
Hon började sin fotografiska bana genom att dokumentera sina barns uppväxt på 1960-talet. Intresset för porträttfotografi resulterade i serien “Illustrious Women" som blev komplement till den 1981 utgivna boken Particular Passions: Talks with Women Who Shaped Our Times. I den biograferas 42 kvinnor, bland andra Betty Freidan, Gloria Steinem, Ruth Bader Ginsburg, Julia Child, Billie Jean King och Diana Vreeland.
Ett flertal långa vistelser i Turkiet och Uzbekistan ledde till The Silk Road: Then and Now 2015.

## Bildgalleri

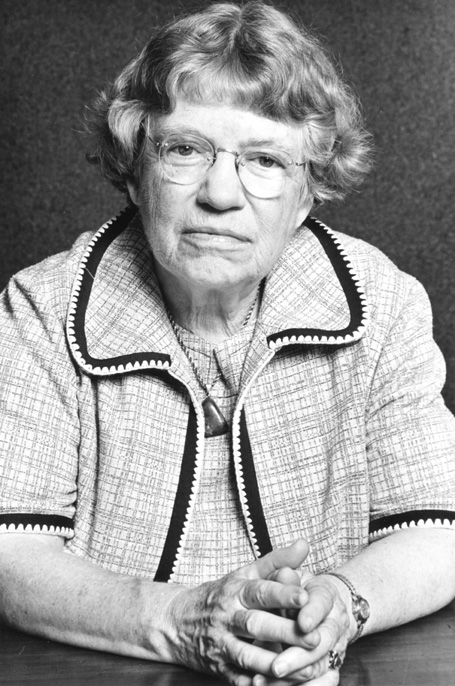
Margaret Mead, 1977
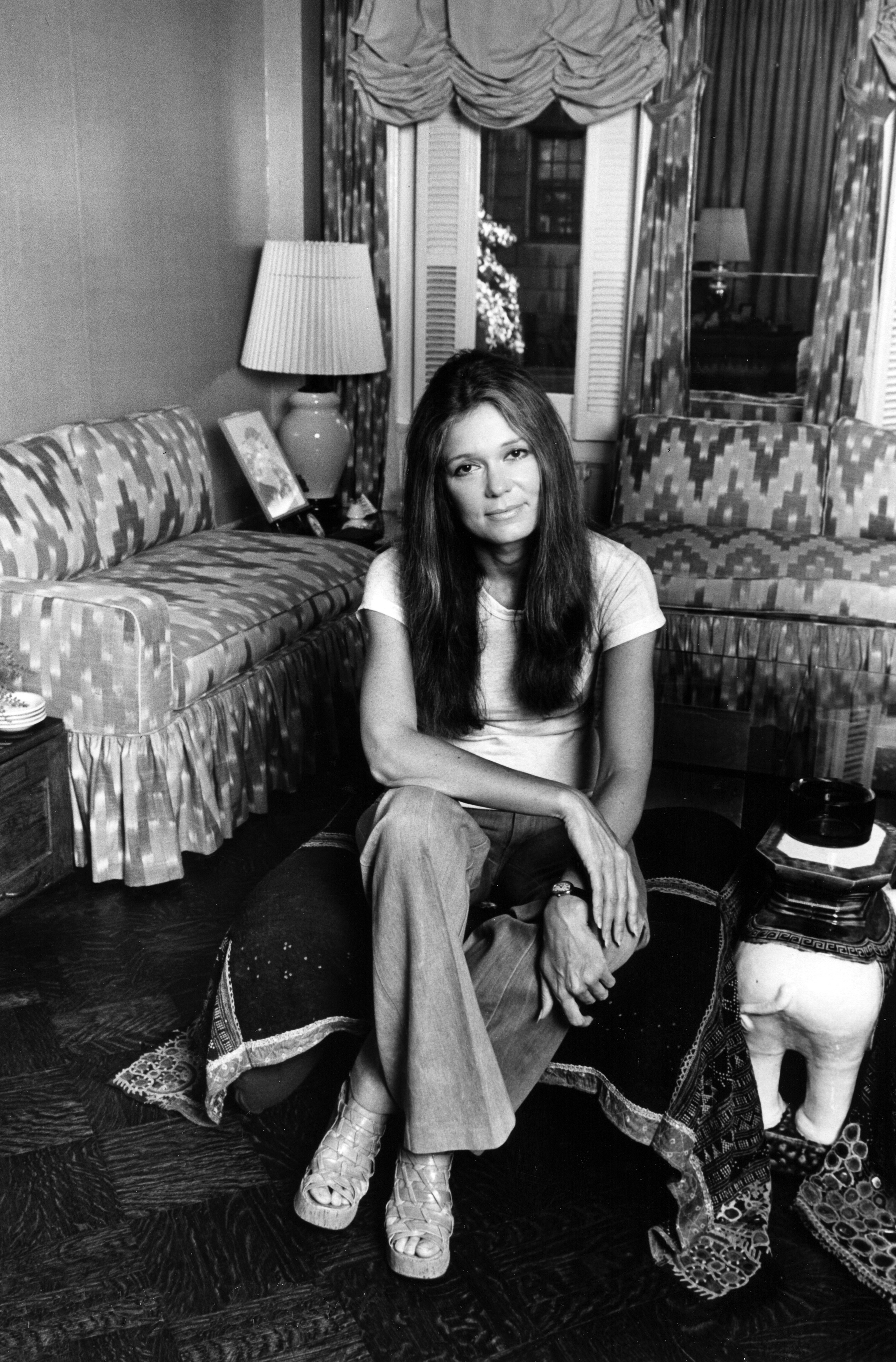
Gloria Steinem, 1977
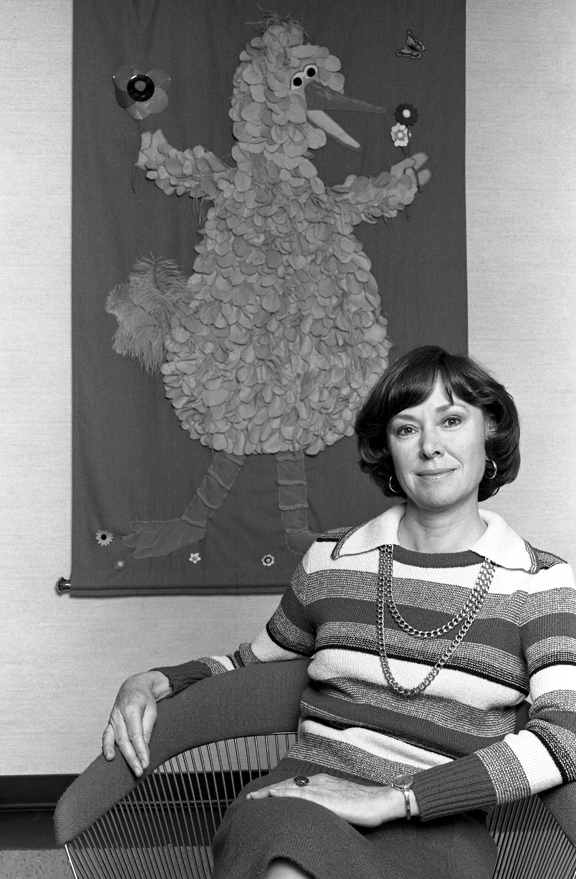
Joan Ganz Cooney, 1977
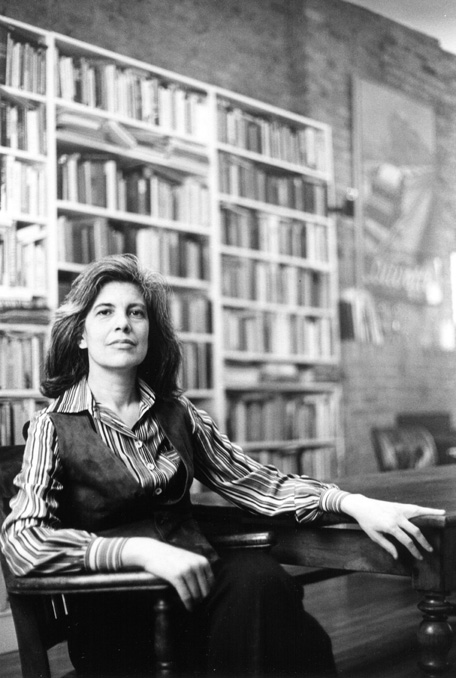
Susan Sontag, 1979
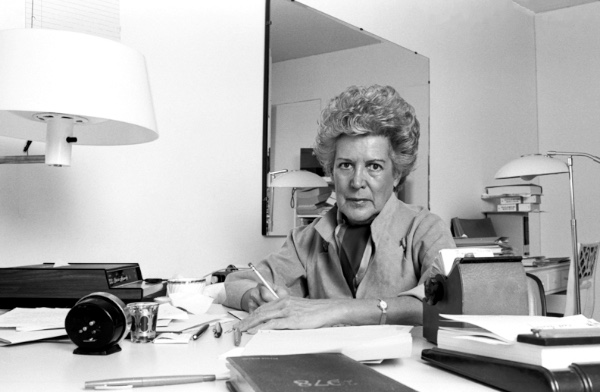
Sylvia Porter, 1981
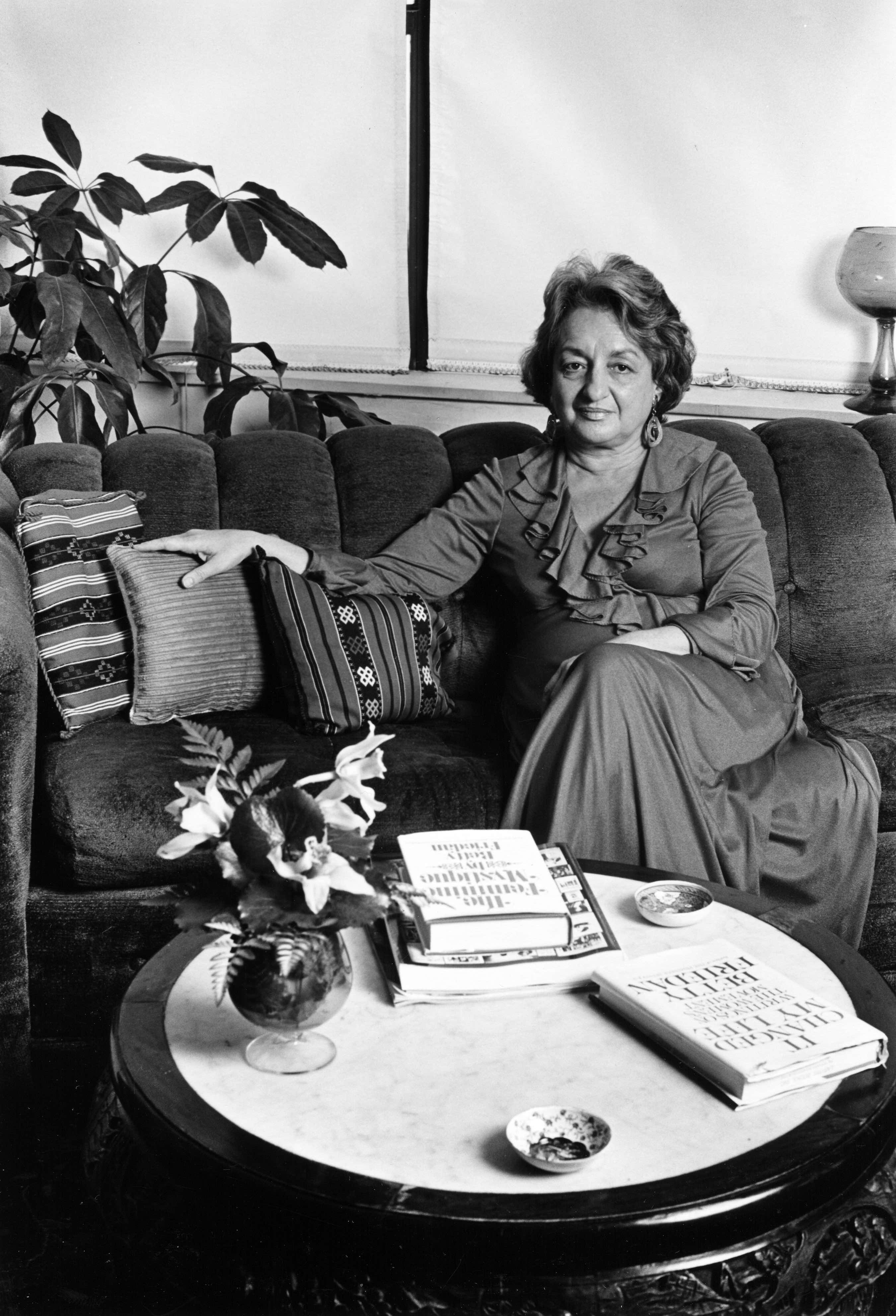
Betty Friedan, 1978
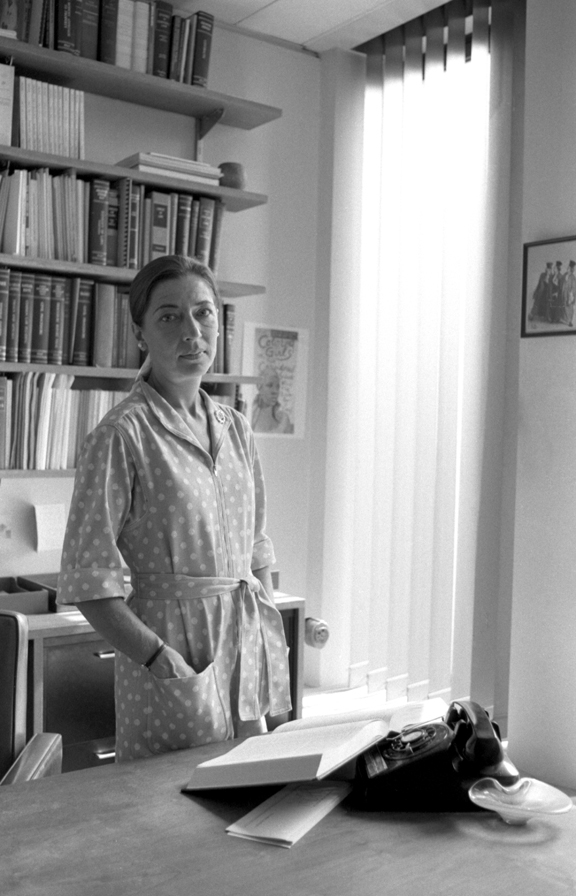
Ruth Bader Ginsburg, 1977
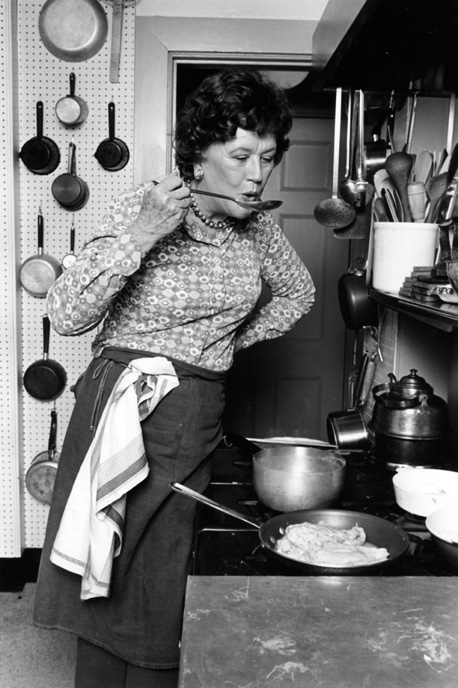
Julia Child, 1978
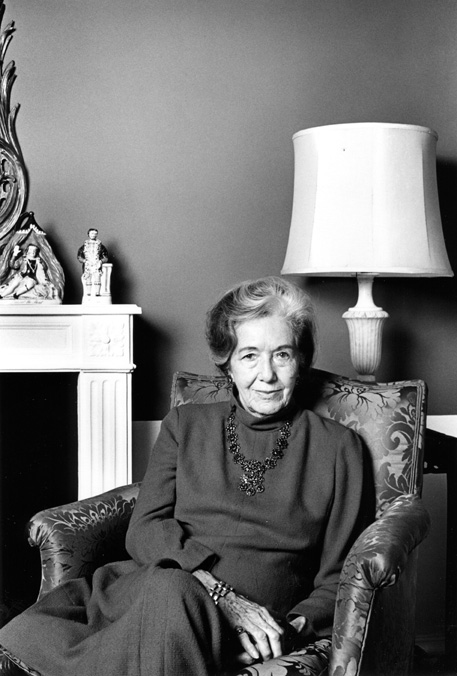
Elisabeth Langer, 1977
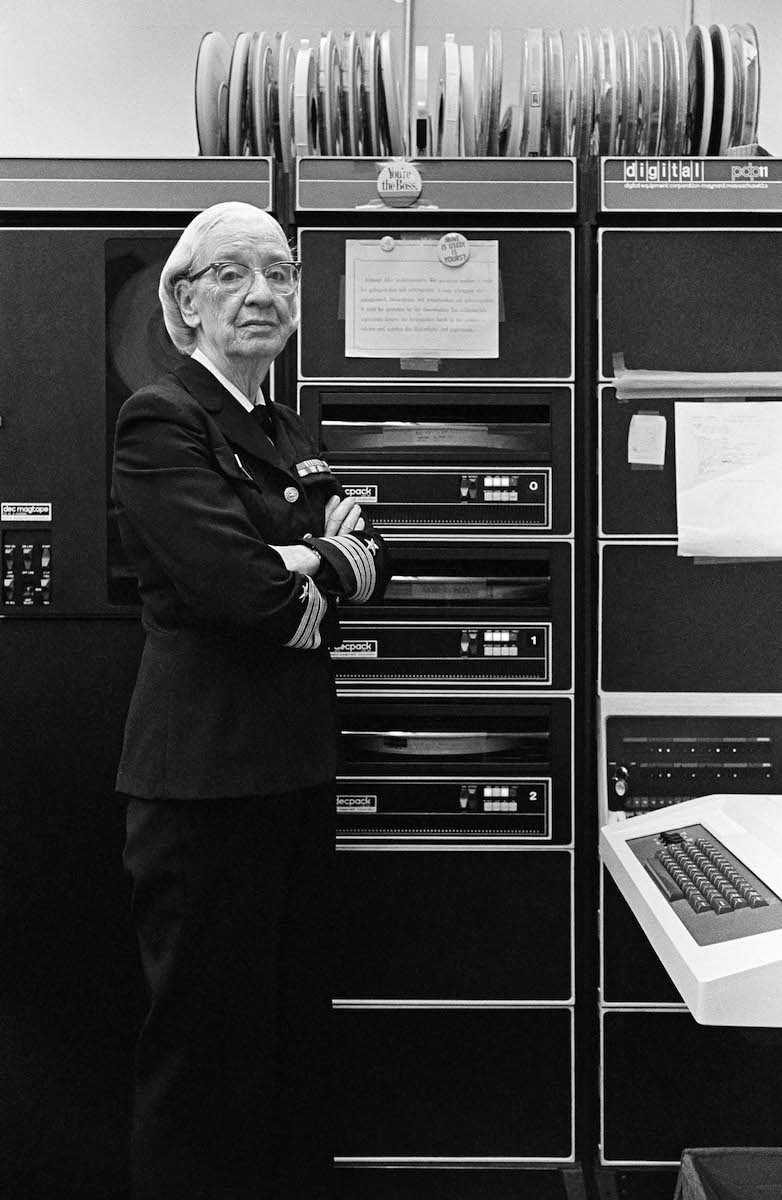
Grace Hopper, 1978